# Вале (Грузія)
Вале (груз. ვალე) — місто в Ахалцихському муніципалітеті, мхаре Самцхе-Джавахеті, південна Грузія. 

## Географія
Розташоване на правому березі річки Поцховіцкалі, на пологому північному схилі Ерушетського хребта. Висота над рівнем моря — від 1000 до 1200 м, відстань до Ахалцихе — 12 км.

## Клімат
У Вале гірсько-степовий клімат. Тут холодна малосніжна зима та тривало тепле літо. Середньорічна температура 9 °C, у січні — 3,8 °C, у липні 20,2 °C. Річні опади 550 мм.
| Кліматограма Вале | Кліматограма Вале | Кліматограма Вале | Кліматограма Вале | Кліматограма Вале | Кліматограма Вале | Кліматограма Вале | Кліматограма Вале | Кліматограма Вале | Кліматограма Вале | Кліматограма Вале | Кліматограма Вале |
| --- | ----------------- | ----------------- | ----------------- | ----------------- | ----------------- | ----------------- | ----------------- | ----------------- | ----------------- | ----------------- | ----------------- |
| С | Л                 | Б                 | К                 | Т                 | Ч                 | Л                 | С                 | В                 | Ж                 | Л                 | Г                 |
| 53 0 −10 | 51 3 −8           | 77 6 −4           | 108 11 1          | 140 17 6          | 122 20 11         | 96 23 14          | 88 23 14          | 75 20 10          | 80 15 5           | 63 8 −2           | 54 2 −8           |
| Середня макс. і мін. температури повітря (°C) Атмосферні опади (мм), за рік : 1007 мм. Джерело: «Climate-Data.org» (англ.) |                   |                   |                   |                   |                   |                   |                   |                   |                   |                   |                   |

## Історія
Вперше згадується як село у X ст. Статус міста отримано у 1962 році. 

## Населення
Чисельність населення міста, станом на 2022 рік, становить 5 147 осіб.
| Рік  | Чисельність | Чисельність |
| ---- | ----------- | ----------- |
| 1959 | 9629        | [ 4 ]       |
| 1970 | 7326        | [ 4 ]       |
| 1979 | 6244        | [ 4 ]       |
| 1989 | 6305        | [ 4 ]       |

| Рік  | Чисельність | Чисельність |
| ---- | ----------- | ----------- |
| 2014 | 3646        | [ 5 ]       |
| 2016 | 5447        | [ 4 ]       |
| 2017 | 5396        | [ 4 ]       |
| 2018 | 5349        | [ 4 ]       |

| Рік  | Чисельність | Чисельність |
| ---- | ----------- | ----------- |
| 2019 | 5289        | [ 4 ]       |
| 2020 | 5259        | [ 4 ]       |
| 2021 | 5215        | [ 4 ]       |
| 2022 | 5147        | [ 4 ]       |

| Рік  | Чисельність | Чисельність |
| ---- | ----------- | ----------- |
| 2023 | 5148        | [ 1 ]       |

| Рік  | Чисельність | Чисельність |
| ---- | ----------- | ----------- |
| 1959 | 9629        | [ 4 ]       |
| 1970 | 7326        | [ 4 ]       |
| 1979 | 6244        | [ 4 ]       |
| 1989 | 6305        | [ 4 ]       |

| Рік  | Чисельність | Чисельність |
| ---- | ----------- | ----------- |
| 2014 | 3646        | [ 5 ]       |
| 2016 | 5447        | [ 4 ]       |
| 2017 | 5396        | [ 4 ]       |
| 2018 | 5349        | [ 4 ]       |

| Рік  | Чисельність | Чисельність |
| ---- | ----------- | ----------- |
| 2019 | 5289        | [ 4 ]       |
| 2020 | 5259        | [ 4 ]       |
| 2021 | 5215        | [ 4 ]       |
| 2022 | 5147        | [ 4 ]       |

| Рік  | Чисельність | Чисельність |
| ---- | ----------- | ----------- |
| 2023 | 5148        | [ 1 ]       |

## Інфраструктура

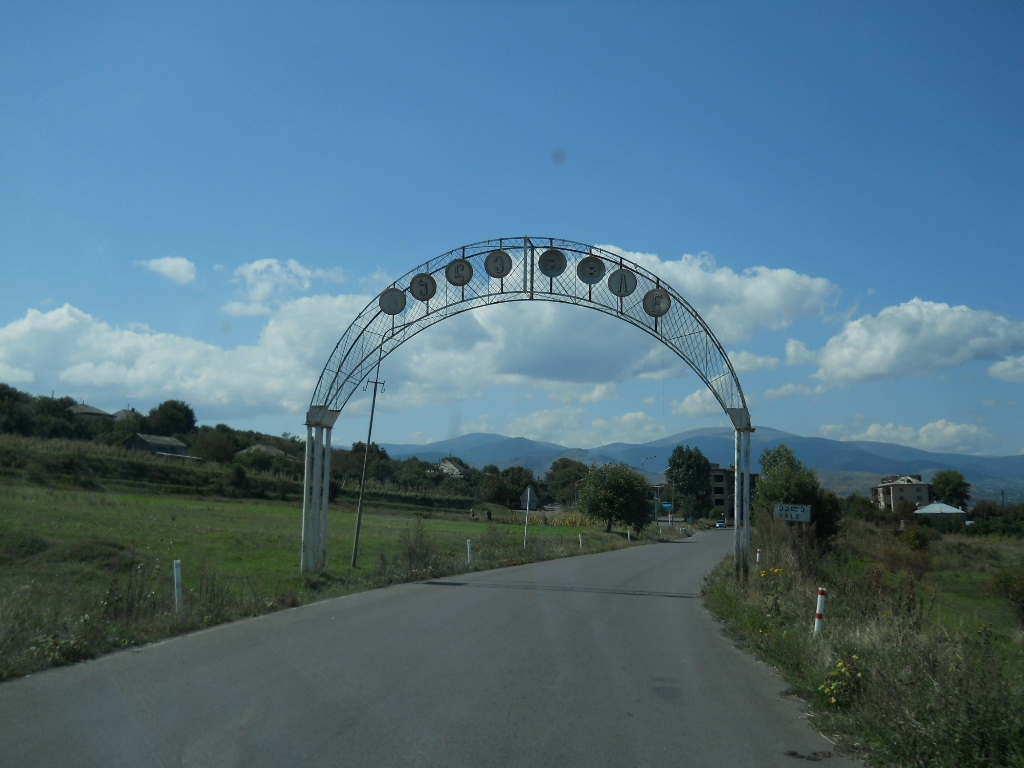

Формування Вале, як міста, пов'язане з видобутком бурого вугілля, але через низькі техніко-економічні показники, видобуток вугілля з 1974 року зменшився. 
У Вале є промислові підприємства, заклади охорони здоров'я, освіти та культурні установи, залізнична станція.

## Культура та релігія

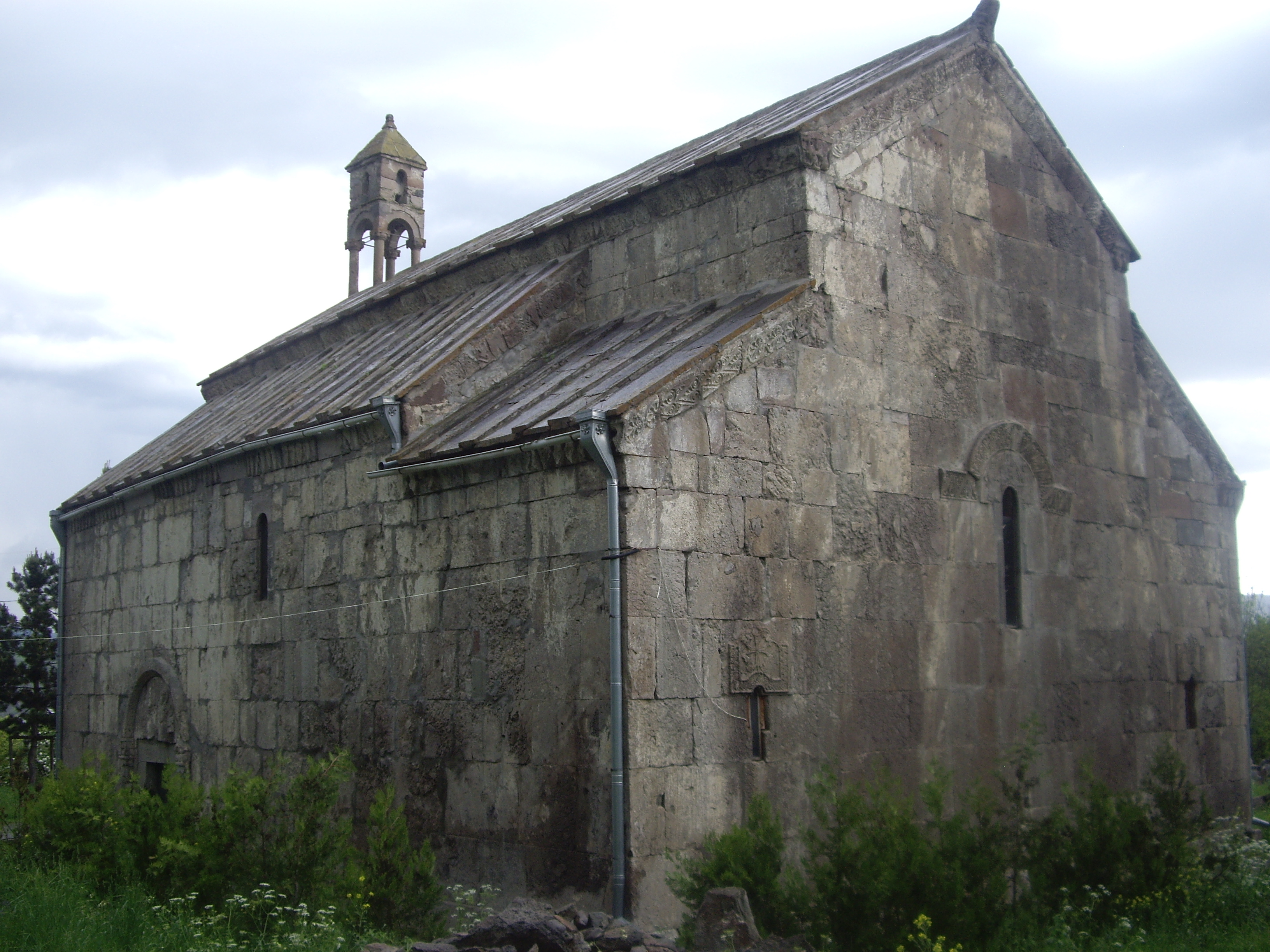
Церква Пресвятої Богородиці

У Вале є пам'ятка грузинської архітектури — середньовічна Грузинська церква Богородиці (X–XVI ст.). 
Початково збудована як собор з банями (остання чверть X ст.), проте реконструйована під трохнавну базиліку в XVI ст. 
На фасаді залишився достатньо багатий первісний декор собору: дверні та віконні декорації, карнизи. 
Особливо визначними є зразки рельєфних скульптур — композиція центрального вікна зі сходу, фігури світських осіб на південному фасаді, литаври на західних дверях із зображенням вершників та інше. 
Дах будівлі дзвіниці встановлено у XVIII чи XIX ст. 
У місті наявна значна вірмено-грузинська католицька спільнота.